# Sven Ahlbäck
Sven Robert Ahlbäck, född 17 april 1960 i Biskopsgårdens kyrkobokföringsdistrikt, spelman och professor vid Institutionen för folkmusik vid Kungliga Musikhögskolan i Stockholm. Sedan 1990 är han ledamot av Kungliga musikaliska akademin.
Sven Ahlbäck är riksspelman (1976) i traditionen efter gästrikespelmannen Anton Jernberg för vilket han studerade mellan 1969 och 1986. Mellan 1979 och 1996 studerade Ahlbäck vid Kungl. Musikhögskolan, först för Ole Hjorth på den pedagogiska utbildningen för spelmän och därefter på ett individuellt musikerprogram med fokus på komposition för Sven-David Sandström och Bengt-Arne Wallin. 2004 disputerade  Ahlbäck vid Göteborgs universitet med avhandlingen Melody Beyond Notes – a Study of Melody Cognition.
Han är arrangör och stämspelare  i grupper och konstellationer som Rotvälta, Rosenbergs sjua , Luftstråk och Fri Form Folk. Dessutom har han spelat i duo tillsammans med Ole Hjorth, Susanne Rosenberg och Ellika Frisell. Som tonsättare har han bland annat skrivit  violinkonserten SKRIN (1990) tillsammans med Karin Rehnqvist. 2017 uruppfördes verket While för Accordion & Stråkorkester beställt av Musica Vitae.
Ahlbäck var prefekt för institutionen för folkmusik vid KMH 1995-2004. Under åren 1985-1995 var han lärare vid Sibeliusakademin i Helsingfors. 
Ahlbäcks forskningsfokus är musikkognition, folkmusik, stil och tonalitet. Ett flertal artiklar och forskningsprojekt har bildat grunden för pedagogiskt material som haft spridning också utanför Sveriges gränser, till exempel Tonspråket i äldre svensk folkmusik (1989) och Låtpuls (1983).
2008 grundade Ahlbäck musikteknologiföretaget DoReMIR som sedan dess utvecklat programvaror som ScoreCloud och Notysing.

## Priser och utmärkelser
- 1999 – Ledamot nr 928 av Kungliga Musikaliska Akademien
- 2013 – Göran Lagervalls Musikstipendium[12]
- 2019 – Medaljen för tonkonstens främjande[13]
- 2019 – Väsenmedaljen
- 2022 – Jernbergsmedaljen
- 2023 – Medaljen till Viksta Lasses minne

## Diskografi, ett urval
- 1980 – Gästriketon / Anton Jernberg, Sven Ahlbäck
- 1984 – Jernbergslåtar / Sven Ahlbäck, Anton Jernberg, Herbert Jernberg, Gustaf Jernberg
- 1987 – Kvickrot / Kvickrot (Siljum records)
- 1987 – Ogräs / Kvickrot (Siljum records)
- 1991 – Hemlig stod jag / Rotvälta (Siljum records)
- 1995 – I Österled / Rotvälta (Udda toner)
- 1996 – Uppå marmorns höga berg / Susanne Rosenberg, Eva Rune, Ulrika Bodén, Karin Holdar, Sven Ahlbäck, Mikael Marin, Annika Dobler (giga)
- 1998 – Tokpolska / Ellika Frisell, Sven Ahlbäck, Mats Edén
- 1999 – R7 / Rosenbergs Sjua (Drone DROCD-017 1999) (Northside USA 1999)
- 2000 – Arabiskan / Ole Hjorth och Sven Ahlbäck
- 2001 – Luftstråk – Ilmajousi / Maria Kalaniemi, Sven Ahlbäck, Johan Hedin, Susanne Rosenberg
- 2002 – Sonic Convergence / Quincy Jones, Clark Terry m.fl.
- 2002 – Polski tanz / Höök (Drone)
- 2007 – Siska / Luftstråk
- 2011 – Force majeure / Bowing 9
- 2014 – Tjilin / Rotvälta (PWM)
- 2019 – Fri Form Folk / Sven Ahlbäck, Olof Misgeld, Petter Berndalen
- 2023 – Spår